# Майскоє
Майскоє (рум. Maiscoe) — село у Флорештському районі Молдови. Входить до складу комуни, адміністративним центром якої є село Ілічовка.

## Населення
За даними перепису населення 2004 року у селі проживали 346 осіб.
Національний склад населення села:
| Національність       | Кількість осіб | Відсоток |
| -------------------- | -------------- | -------- |
| українці             | 267            | 77,2%    |
| росіяни              | 35             | 10,1%    |
| молдавани            | 34             | 9,8%     |
| гагаузи              | 4              | 1,2%     |
| болгари              | 1              | 0,3%     |
| інша / без відповіді | 5              | 1,4%     |
| Всього               | 346            | 100%     |